# Eshmun
Eshmun (o Eshmoun o, meno esattamente, Esmun o Esmoun) era un dio delle popolazioni semitiche nord-occidentali e in particolare era il nume tutelare della città fenicia di Sidone. Divinità venerata a Sidone almeno dall'età del ferro e le cui tracce di culto si rinvengono anche a Tiro, a Cipro, in Sardegna e a Cartagine; in quest'ultima città era parte della triade divina assieme a Baal e a Tanit. A Cartagine, nel tempio di Eshmun, si ritirarono gli ultimi difensori della città mentre le truppe romane la stavano distruggendo alla fine della Terza guerra punica. Oggi sul tempio sorge la cappella di San Luigi che morì di peste a Tunisi nel 1270.
Nella mitologia fenicia, la storia di Eshmun era associata al tema della fertilità e al ciclo della rinascita. Alla divinità venivano attribuiti poteri taumaturgici, in special modo sui bambini. 
Secondo Sancuniatone, una divinità di nome Sydyk ebbe prima sette figli che venivano accostati ai greci Cabiri o ai Dioscuri e dei quali non viene indicata la madre e quindi ebbe un ottavo figlio da una delle Titanidi oppure da Artemide (vedasi Kotharat). Il nome Eshmun sembra infatti significare "L'Ottavo".

Il neoplatonico Damascio riporta (Vita Isidori 302): 
Fozio (Bibliotheca Codex 242) integra le notizie di Damascio dicendo che questo Asclepio di Beirut era giovane ed appassionato di caccia. Era stato notato dalla dea Astronoë (che molti studiosi ritengono essere una versione di Ashtart) che lo irretì con amorose profferte al punto che Eshmun, colto da disperazione, si autoevirò e morì. Astronoë allora chiamò il giovane Paeon 'Risanatore' (a volte associato a Melqart) e lo riportò alla vita con il calore del suo corpo e lo trasformò in dio. Vicino a Beirut esiste ancor oggi un villaggio chiamato Qabr Shmoun (Tomba di Esmun).
Anche un'iscrizione trilingue del II secolo a.C. trovata in Sardegna (KAI. 66) identifica Eshmun con il greco Asclepio e con il romano Esculapio.
Il geografo Pausania (7.23.7 – 8)  racconta che un abitante di Sidone lo aveva informato che i Fenici, come i Greci, ritengono Apollo essere il padre di Asclepio, ma a differenza di questi, non credevano che la madre fosse una mortale. I sidoniani continuavano con un'allegoria che spiegava come Apollo rappresenti il Sole, il cui spostamento nel cielo trasmette all'aria la sua salubrità che è possibile divinizzare in Asclepio. Questa allegoria, però sembra essere un'invenzione più recente. Anche Apollo è generalmente associato al dio fenicio della peste Reseph. Questa potrebbe essere una variante della parentela di Eshmun; oppure Apollo può essere associato a Sadyk e Sadyk associato a Reseph.
Dioscoride Anazarbeo (4.71) chiama il solanum Astresmunim cioè 'Erba di Eshmun'. Il nome è dovuto alle qualità medicinali dell'erba.
Il tempio di Eshmun è stato ritrovato a un chilometro da Sidone, sul fiume Bostrenus, l'odierno Awwali. La costruzione fu iniziata verso la fine del VI secolo a.C., durante il regno di Eshmunazar II e vi furono delle aggiunte durante la dominazione romana. Il tempio è stato scavato da Maurice Dunand dal 1963 al 1978. Furono ritrovate numerose offerte votive sotto forma di statue di risanati dal dio; in modo speciale bambini e neonati.
Ancora, presso il tempio ritrovato vicino a Sidone fu ritrovata una targa d'oro con Eshmun e la dea Igea (Salute). La targa mostra Eshmun che tiene nella mano destra un bastone attorno al quale si avvolge un serpente. Una moneta di Beirut del III secolo riproduce Eshmun in piedi fra due serpenti.
Biterram, un villaggio del Libano, possiede un antichissimo tempio sotterraneo chiamato Eshmunit e formato da otto stanze, una grande e sette più piccole, tutte scavate nella roccia e raggiungibili da scale. Si ritiene che questo fosse il tempio della moglie di Eshmun.